# بالاکرد
بالاکُرد (به ترکی آذربایجانی: Balakürd) یک منطقهٔ مسکونی در جمهوری آذربایجان است که در شهرستان گران‌بوی واقع شده‌است. بالاکرد ۱۸۷۴ نفر جمعیت دارد.